# Liga komunista
Liga komunista je bila prva svjetska marksistička organizacija. Ova organizacija je prvo nosila ime Liga pravednih, a osnovali su je njemački radnici u Parizu 1836. U početku bila je utopijska socijalistička te kršćansko komunistička skupina koje je slijedila zamisli Gracchusa Babeufa. Kasnije je postala svjetska organizacija kada su se priključili:  Karl Marx, Friedrich Engels i Johann Eccarius.